# FIFA-mannenranglijst december 2023
Dit is de wereldranglijst voor mannen van december 2023 zoals die werd opgesteld en vrijgegeven door de FIFA op 21 december 2023.
| Nr | +/-     | Land             | Pnt     | +/-     |
| -- | ------- | ---------------- | ------- | ------- |
| 1  | Stabiel | Argentinië       | 1855,20 | Stabiel |
| 2  | Stabiel | Frankrijk        | 1845,44 | Stabiel |
| 3  | Stabiel | Engeland         | 1800,05 | Stabiel |
| 4  | Stabiel | België           | 1798,46 | Stabiel |
| 5  | Stabiel | Brazilië         | 1784,09 | Stabiel |
| 6  | Stabiel | Nederland        | 1745,48 | Stabiel |
| 7  | Stabiel | Portugal         | 1745,06 | Stabiel |
| 8  | Stabiel | Spanje           | 1732,64 | Stabiel |
| 9  | Stabiel | Italië           | 1718,82 | Stabiel |
| 10 | Stabiel | Kroatië          | 1717,57 | Stabiel |
| 11 | Stabiel | Uruguay          | 1665,99 | Stabiel |
| 12 | Stabiel | Verenigde Staten | 1665,27 | Stabiel |
| 13 | Stabiel | Marokko          | 1661,69 | Stabiel |
| 14 | 1       | Colombia         | 1655,29 | 4,09    |
| 15 | 1       | Mexico           | 1652,70 | 2,51    |
| 16 | Stabiel | Duitsland        | 1631,22 | Stabiel |
| 17 | Stabiel | Japan            | 1620,19 | Stabiel |
| 18 | Stabiel | Zwitserland      | 1613,44 | Stabiel |
| 19 | Stabiel | Denemarken       | 1601,31 | Stabiel |
| 20 | Stabiel | Senegal          | 1594,31 | Stabiel |

| FIFA-wereldranglijst december 2023 (21–210) | FIFA-wereldranglijst december 2023 (21–210) | FIFA-wereldranglijst december 2023 (21–210) | FIFA-wereldranglijst december 2023 (21–210) | FIFA-wereldranglijst december 2023 (21–210) |
| Nr                                          | +/-                                         | Land                                        | Pnt                                         | +/-                                         |
| ------------------------------------------- | ------------------------------------------- | ------------------------------------------- | ------------------------------------------- | ------------------------------------------- |
| 21                                          | Stabiel                                     | Iran                                        | 1565,08                                     | Stabiel                                     |
| 22                                          | Stabiel                                     | Oekraïne                                    | 1553,35                                     | Stabiel                                     |
| 23                                          | Stabiel                                     | Zuid-Korea                                  | 1550,65                                     | Stabiel                                     |
| 24                                          | Stabiel                                     | Oostenrijk                                  | 1546,10                                     | Stabiel                                     |
| 25                                          | Stabiel                                     | Australië                                   | 1539,22                                     | Stabiel                                     |
| 26                                          | Stabiel                                     | Zweden                                      | 1530,19                                     | Stabiel                                     |
| 27                                          | Stabiel                                     | Hongarije                                   | 1525,13                                     | Stabiel                                     |
| 28                                          | Stabiel                                     | Tunesië                                     | 1523,23                                     | Stabiel                                     |
| 29                                          | Stabiel                                     | Wales                                       | 1521,88                                     | Stabiel                                     |
| 30                                          | Stabiel                                     | Algerije                                    | 1520,26                                     | Stabiel                                     |
| 31                                          | Stabiel                                     | Polen                                       | 1520,24                                     | Stabiel                                     |
| 32                                          | Stabiel                                     | Ecuador                                     | 1519,20                                     | Stabiel                                     |
| 33                                          | Stabiel                                     | Egypte                                      | 1518,91                                     | Stabiel                                     |
| 34                                          | Stabiel                                     | Servië                                      | 1517,43                                     | Stabiel                                     |
| 35                                          | Stabiel                                     | Peru                                        | 1512,68                                     | Stabiel                                     |
| 36                                          | Stabiel                                     | Schotland                                   | 1506,89                                     | Stabiel                                     |
| 37                                          | Stabiel                                     | Turkije                                     | 1505,28                                     | Stabiel                                     |
| 38                                          | Stabiel                                     | Rusland                                     | 1498,84                                     | Stabiel                                     |
| 39                                          | Stabiel                                     | Tsjechië                                    | 1494,04                                     | Stabiel                                     |
| 40                                          | Stabiel                                     | Chili                                       | 1489,82                                     | Stabiel                                     |
| 41                                          | Stabiel                                     | Panama                                      | 1475,62                                     | Stabiel                                     |
| 42                                          | Stabiel                                     | Nigeria                                     | 1474,44                                     | Stabiel                                     |
| 43                                          | Stabiel                                     | Roemenië                                    | 1472,73                                     | Stabiel                                     |
| 44                                          | Stabiel                                     | Noorwegen                                   | 1472,36                                     | Stabiel                                     |
| 45                                          | Stabiel                                     | Slowakije                                   | 1465,73                                     | Stabiel                                     |
| 46                                          | Stabiel                                     | Kameroen                                    | 1463,06                                     | Stabiel                                     |
| 47                                          | Stabiel                                     | Griekenland                                 | 1453,95                                     | Stabiel                                     |
| 48                                          | Stabiel                                     | Canada                                      | 1453,76                                     | Stabiel                                     |
| 49                                          | 1                                           | Ivoorkust                                   | 1447,65                                     | Stabiel                                     |
| 50                                          | 1                                           | Venezuela                                   | 1447,20                                     | 1,57                                        |
| 51                                          | Stabiel                                     | Mali                                        | 1445,60                                     | Stabiel                                     |
| 52                                          | Stabiel                                     | Costa Rica                                  | 1437,57                                     | Stabiel                                     |
| 53                                          | Stabiel                                     | Paraguay                                    | 1430,73                                     | Stabiel                                     |
| 54                                          | Stabiel                                     | Slovenië                                    | 1427,84                                     | Stabiel                                     |
| 55                                          | Stabiel                                     | Jamaica                                     | 1421,54                                     | Stabiel                                     |
| 56                                          | Stabiel                                     | Saoedi-Arabië                               | 1421,06                                     | Stabiel                                     |
| 57                                          | Stabiel                                     | Burkina Faso                                | 1411,01                                     | Stabiel                                     |
| 58                                          | Stabiel                                     | Qatar                                       | 1407,30                                     | Stabiel                                     |
| 59                                          | Stabiel                                     | Finland                                     | 1401,31                                     | Stabiel                                     |
| 60                                          | Stabiel                                     | Ierland                                     | 1399,60                                     | Stabiel                                     |
| 61                                          | Stabiel                                     | Ghana                                       | 1384,19                                     | Stabiel                                     |
| 62                                          | Stabiel                                     | Albanië                                     | 1382,69                                     | Stabiel                                     |
| 63                                          | Stabiel                                     | Irak                                        | 1365,98                                     | Stabiel                                     |
| 64                                          | Stabiel                                     | Verenigde Arabische Emiraten                | 1364,46                                     | Stabiel                                     |
| 65                                          | Stabiel                                     | Noord-Macedonië                             | 1362,17                                     | Stabiel                                     |
| 66                                          | Stabiel                                     | Zuid-Afrika                                 | 1357,08                                     | Stabiel                                     |
| 67                                          | Stabiel                                     | Congo-Kinshasa                              | 1356,66                                     | Stabiel                                     |
| 68                                          | Stabiel                                     | Oezbekistan                                 | 1345,26                                     | Stabiel                                     |
| 69                                          | Stabiel                                     | Bosnië en Herzegovina                       | 1343,32                                     | Stabiel                                     |
| 70                                          | Stabiel                                     | Montenegro                                  | 1342,64                                     | Stabiel                                     |
| 71                                          | Stabiel                                     | IJsland                                     | 1338,39                                     | Stabiel                                     |
| 72                                          | Stabiel                                     | Noord-Ierland                               | 1333,17                                     | Stabiel                                     |
| 73                                          | Stabiel                                     | Kaapverdië                                  | 1329,80                                     | Stabiel                                     |
| 74                                          | Stabiel                                     | Oman                                        | 1324,89                                     | Stabiel                                     |
| 75                                          | Stabiel                                     | Israël                                      | 1323,43                                     | Stabiel                                     |
| 76                                          | Stabiel                                     | Honduras                                    | 1313,80                                     | Stabiel                                     |
| 77                                          | Stabiel                                     | Georgië                                     | 1312,45                                     | Stabiel                                     |
| 78                                          | Stabiel                                     | El Salvador                                 | 1306,14                                     | Stabiel                                     |
| 79                                          | Stabiel                                     | China                                       | 1299,49                                     | Stabiel                                     |
| 80                                          | Stabiel                                     | Guinee                                      | 1290,01                                     | Stabiel                                     |
| 81                                          | Stabiel                                     | Bulgarije                                   | 1289,90                                     | Stabiel                                     |
| 82                                          | Stabiel                                     | Gabon                                       | 1289,52                                     | Stabiel                                     |
| 83                                          | Stabiel                                     | Luxemburg                                   | 1285,41                                     | Stabiel                                     |
| 84                                          | Stabiel                                     | Zambia                                      | 1284,56                                     | Stabiel                                     |
| 85                                          | Stabiel                                     | Bolivia                                     | 1284,55                                     | Stabiel                                     |
| 86                                          | Stabiel                                     | Bahrein                                     | 1277,29                                     | Stabiel                                     |
| 87                                          | Stabiel                                     | Jordanië                                    | 1272,63                                     | Stabiel                                     |
| 88                                          | Stabiel                                     | Equatoriaal-Guinea                          | 1268,43                                     | Stabiel                                     |
| 89                                          | Stabiel                                     | Haïti                                       | 1262,50                                     | Stabiel                                     |
| 90                                          | Stabiel                                     | Curaçao                                     | 1262,48                                     | Stabiel                                     |
| 91                                          | Stabiel                                     | Syrië                                       | 1245,27                                     | Stabiel                                     |
| 92                                          | Stabiel                                     | Oeganda                                     | 1245,08                                     | Stabiel                                     |
| 93                                          | Stabiel                                     | Armenië                                     | 1237,15                                     | Stabiel                                     |
| 94                                          | Stabiel                                     | Vietnam                                     | 1235,58                                     | Stabiel                                     |
| 95                                          | Stabiel                                     | Wit-Rusland                                 | 1232,80                                     | Stabiel                                     |
| 96                                          | Stabiel                                     | Trinidad en Tobago                          | 1228,05                                     | Stabiel                                     |
| 97                                          | Stabiel                                     | Benin                                       | 1225,10                                     | Stabiel                                     |
| 98                                          | Stabiel                                     | Kirgizië                                    | 1224,14                                     | Stabiel                                     |
| 99                                          | Stabiel                                     | Palestina                                   | 1217,60                                     | Stabiel                                     |
| 100                                         | Stabiel                                     | Kazachstan                                  | 1215,16                                     | Stabiel                                     |
| 101                                         | Stabiel                                     | Kosovo                                      | 1202,77                                     | Stabiel                                     |
| 102                                         | Stabiel                                     | India                                       | 1200,80                                     | Stabiel                                     |
| 103                                         | Stabiel                                     | Guinee-Bissau                               | 1197,83                                     | Stabiel                                     |
| 104                                         | Stabiel                                     | Nieuw-Zeeland                               | 1197,47                                     | Stabiel                                     |
| 105                                         | Stabiel                                     | Mauritanië                                  | 1195,25                                     | Stabiel                                     |
| 106                                         | Stabiel                                     | Tadzjikistan                                | 1195,07                                     | Stabiel                                     |
| 107                                         | Stabiel                                     | Libanon                                     | 1192,58                                     | Stabiel                                     |
| 108                                         | Stabiel                                     | Guatemala                                   | 1189,98                                     | Stabiel                                     |
| 109                                         | Stabiel                                     | Madagaskar                                  | 1187,63                                     | Stabiel                                     |
| 110                                         | Stabiel                                     | Kenia                                       | 1181,92                                     | Stabiel                                     |
| 111                                         | Stabiel                                     | Mozambique                                  | 1180,72                                     | Stabiel                                     |
| 112                                         | Stabiel                                     | Congo-Brazzaville                           | 1179,80                                     | Stabiel                                     |
| 113                                         | Stabiel                                     | Thailand                                    | 1176,75                                     | Stabiel                                     |
| 114                                         | Stabiel                                     | Azerbeidzjan                                | 1174,22                                     | Stabiel                                     |
| 115                                         | Stabiel                                     | Namibië                                     | 1168,38                                     | Stabiel                                     |
| 116                                         | Stabiel                                     | Noord-Korea                                 | 1168,12                                     | Stabiel                                     |
| 117                                         | Stabiel                                     | Angola                                      | 1168,05                                     | Stabiel                                     |
| 118                                         | Stabiel                                     | Togo                                        | 1165,74                                     | Stabiel                                     |
| 119                                         | Stabiel                                     | Comoren                                     | 1156,45                                     | Stabiel                                     |
| 120                                         | Stabiel                                     | Libië                                       | 1155,23                                     | Stabiel                                     |
| 121                                         | Stabiel                                     | Tanzania                                    | 1155,19                                     | Stabiel                                     |
| 122                                         | Stabiel                                     | Estland                                     | 1149,70                                     | Stabiel                                     |
| 123                                         | Stabiel                                     | Malawi                                      | 1149,40                                     | Stabiel                                     |
| 124                                         | Stabiel                                     | Zimbabwe                                    | 1144,56                                     | Stabiel                                     |
| 125                                         | Stabiel                                     | Cyprus                                      | 1143,42                                     | Stabiel                                     |
| 126                                         | Stabiel                                     | Gambia                                      | 1140,06                                     | Stabiel                                     |
| 127                                         | Stabiel                                     | Sierra Leone                                | 1138,53                                     | Stabiel                                     |
| 128                                         | Stabiel                                     | Soedan                                      | 1128,74                                     | Stabiel                                     |
| 129                                         | Stabiel                                     | Niger                                       | 1127,75                                     | Stabiel                                     |
| 130                                         | Stabiel                                     | Maleisië                                    | 1122,87                                     | Stabiel                                     |
| 131                                         | Stabiel                                     | Centraal-Afrikaanse Republiek               | 1121,34                                     | Stabiel                                     |
| 132                                         | Stabiel                                     | Salomonseilanden                            | 1113,57                                     | 1,37                                        |
| 133                                         | Stabiel                                     | Rwanda                                      | 1107,04                                     | Stabiel                                     |
| 134                                         | Stabiel                                     | Nicaragua                                   | 1104,26                                     | Stabiel                                     |
| 135                                         | Stabiel                                     | Faeröer                                     | 1102,10                                     | Stabiel                                     |
| 136                                         | Stabiel                                     | Koeweit                                     | 1098,07                                     | Stabiel                                     |
| 137                                         | Stabiel                                     | Letland                                     | 1097,84                                     | Stabiel                                     |
| 138                                         | Stabiel                                     | Litouwen                                    | 1086,93                                     | Stabiel                                     |
| 139                                         | Stabiel                                     | Burundi                                     | 1086,62                                     | Stabiel                                     |
| 140                                         | Stabiel                                     | Filipijnen                                  | 1086,17                                     | Stabiel                                     |
| 141                                         | Stabiel                                     | Turkmenistan                                | 1078,25                                     | Stabiel                                     |
| 142                                         | Stabiel                                     | Antigua en Barbuda                          | 1072,66                                     | Stabiel                                     |
| 143                                         | Stabiel                                     | Suriname                                    | 1071,85                                     | Stabiel                                     |
| 144                                         | Stabiel                                     | Ethiopië                                    | 1068,79                                     | Stabiel                                     |
| 145                                         | Stabiel                                     | Botswana                                    | 1064,50                                     | Stabiel                                     |
| 146                                         | Stabiel                                     | Indonesië                                   | 1064,01                                     | Stabiel                                     |
| 147                                         | Stabiel                                     | Saint Kitts en Nevis                        | 1057,05                                     | Stabiel                                     |
| 148                                         | Stabiel                                     | Lesotho                                     | 1047,27                                     | Stabiel                                     |
| 149                                         | Stabiel                                     | Swaziland                                   | 1045,88                                     | Stabiel                                     |
| 150                                         | Stabiel                                     | Hongkong                                    | 1042,93                                     | Stabiel                                     |
| 151                                         | Stabiel                                     | Dominicaanse Republiek                      | 1040,77                                     | Stabiel                                     |
| 152                                         | Stabiel                                     | Jemen                                       | 1027,94                                     | Stabiel                                     |
| 153                                         | Stabiel                                     | Liberia                                     | 1024,11                                     | Stabiel                                     |
| 154                                         | Stabiel                                     | Chinees Taipei                              | 1023,93                                     | Stabiel                                     |
| 155                                         | Stabiel                                     | Moldavië                                    | 1022,60                                     | Stabiel                                     |
| 156                                         | Stabiel                                     | Singapore                                   | 1020,50                                     | Stabiel                                     |
| 157                                         | Stabiel                                     | Guyana                                      | 1018,14                                     | Stabiel                                     |
| 158                                         | Stabiel                                     | Afghanistan                                 | 1017,68                                     | Stabiel                                     |
| 159                                         | 1                                           | Nieuw-Caledonië                             | 1008,92                                     | 4,16                                        |
| 160                                         | 1                                           | Puerto Rico                                 | 1007,19                                     | Stabiel                                     |
| 161                                         | Stabiel                                     | Malediven                                   | 1003,48                                     | Stabiel                                     |
| 162                                         | Stabiel                                     | Myanmar                                     | 1000,46                                     | Stabiel                                     |
| 163                                         | 1                                           | Tahiti                                      | 999,48                                      | 4,51                                        |
| 164                                         | 1                                           | Andorra                                     | 998,00                                      | Stabiel                                     |
| 165                                         | Stabiel                                     | Papoea-Nieuw-Guinea                         | 990,61                                      | 0,40                                        |
| 166                                         | Stabiel                                     | Zuid-Soedan                                 | 989,29                                      | Stabiel                                     |
| 167                                         | Stabiel                                     | Saint Lucia                                 | 988,67                                      | Stabiel                                     |
| 168                                         | 2                                           | Fiji                                        | 981,26                                      | 0,64                                        |
| 169                                         | Stabiel                                     | Cuba                                        | 980,65                                      | Stabiel                                     |
| 170                                         | 2                                           | Vanuatu                                     | 980,33                                      | 4,93                                        |
| 171                                         | Stabiel                                     | Bermuda                                     | 972,36                                      | Stabiel                                     |
| 172                                         | Stabiel                                     | Malta                                       | 967,29                                      | Stabiel                                     |
| 173                                         | Stabiel                                     | Saint Vincent en de Grenadines              | 953,47                                      | Stabiel                                     |
| 174                                         | Stabiel                                     | Grenada                                     | 950,99                                      | Stabiel                                     |
| 175                                         | Stabiel                                     | Nepal                                       | 948,05                                      | Stabiel                                     |
| 176                                         | Stabiel                                     | Montserrat                                  | 946,08                                      | Stabiel                                     |
| 177                                         | Stabiel                                     | Mauritius                                   | 944,95                                      | Stabiel                                     |
| 178                                         | Stabiel                                     | Barbados                                    | 943,80                                      | Stabiel                                     |
| 179                                         | Stabiel                                     | Cambodja                                    | 931,47                                      | Stabiel                                     |
| 180                                         | Stabiel                                     | Dominica                                    | 922,25                                      | Stabiel                                     |
| 181                                         | Stabiel                                     | Tsjaad                                      | 920,37                                      | Stabiel                                     |
| 182                                         | Stabiel                                     | Belize                                      | 918,68                                      | Stabiel                                     |
| 183                                         | Stabiel                                     | Bangladesh                                  | 916,75                                      | Stabiel                                     |
| 184                                         | Stabiel                                     | Bhutan                                      | 913,02                                      | Stabiel                                     |
| 185                                         | Stabiel                                     | Cookeilanden                                | 897,30                                      | 4,60                                        |
| 186                                         | 1                                           | Samoa                                       | 896,78                                      | 0,50                                        |
| 187                                         | 1                                           | Macau                                       | 896,62                                      | Stabiel                                     |
| 188                                         | Stabiel                                     | Amerikaans-Samoa                            | 890,97                                      | 2,70                                        |
| 189                                         | Stabiel                                     | Laos                                        | 889,62                                      | Stabiel                                     |
| 190                                         | Stabiel                                     | Mongolië                                    | 889,16                                      | Stabiel                                     |
| 191                                         | Stabiel                                     | Sao Tomé en Principe                        | 888,94                                      | Stabiel                                     |
| 192                                         | Stabiel                                     | Djibouti                                    | 881,18                                      | Stabiel                                     |
| 193                                         | Stabiel                                     | Aruba                                       | 879,32                                      | Stabiel                                     |
| 194                                         | Stabiel                                     | Brunei                                      | 870,63                                      | Stabiel                                     |
| 195                                         | Stabiel                                     | Pakistan                                    | 856,54                                      | Stabiel                                     |
| 196                                         | Stabiel                                     | Tonga                                       | 856,18                                      | 2,69                                        |
| 197                                         | Stabiel                                     | Kaaimaneilanden                             | 851,19                                      | Stabiel                                     |
| 198                                         | Stabiel                                     | Somalië                                     | 845,66                                      | Stabiel                                     |
| 199                                         | Stabiel                                     | Seychellen                                  | 845,53                                      | Stabiel                                     |
| 200                                         | Stabiel                                     | Oost-Timor                                  | 843,40                                      | Stabiel                                     |
| 201                                         | Stabiel                                     | Gibraltar                                   | 840,80                                      | Stabiel                                     |
| 202                                         | Stabiel                                     | Bahama's                                    | 835,81                                      | Stabiel                                     |
| 203                                         | Stabiel                                     | Liechtenstein                               | 833,01                                      | Stabiel                                     |
| 204                                         | Stabiel                                     | Sri Lanka                                   | 822,03                                      | Stabiel                                     |
| 205                                         | Stabiel                                     | Guam                                        | 821,91                                      | Stabiel                                     |
| 206                                         | Stabiel                                     | Turks- en Caicoseilanden                    | 818,57                                      | Stabiel                                     |
| 207                                         | Stabiel                                     | Britse Maagdeneilanden                      | 807,57                                      | Stabiel                                     |
| 208                                         | Stabiel                                     | Amerikaanse Maagdeneilanden                 | 796,78                                      | Stabiel                                     |
| 209                                         | Stabiel                                     | Anguilla                                    | 785,69                                      | Stabiel                                     |
| 210                                         | Stabiel                                     | San Marino                                  | 741,61                                      | Stabiel                                     |

| Kleur | Betekenis                                      |
| ----- | ---------------------------------------------- |
|       | Hoogste FIFA-ranking ooit                      |
|       | Evenaring hoogste FIFA-ranking ooit            |
|       | Voor het eerst opgenomen in de wereldranglijst |
|       | Evenaring laagste FIFA-ranking ooit            |
|       | Laagste FIFA-ranking ooit                      |